# Corby Castle
Corby Castle er et country house der kan føres tilbage til middelalderen, som ligger i landsbyen Great Corby i det nordlige Cumbria, England.
Den blev oprindeligt opført i 1200-tallet, i rød sandsten af Salkeld-familien, der også ejede den nærliggende Salkeld Hall. Den blev solgt til Lord William Howard (1563–1640) i 1611, der var den tredje søn af Thomas Howard, 4. hertug af Norfolk, der tilføjede en to-etagers L-formet hus til det eksisterende peel tower. Det er fortsat i Howard-familiens eje.
Corby Castle har en engelsk landsksabshave fra 1700-tallet.
Det er en listed building af første grad.